# Chiesa di San Lucano (Trodena nel parco naturale)
La chiesa di San Lucano è la parrocchiale patronale di San Lugano, frazione di Trodena nel parco naturale in Alto Adige. Fa parte del decanato di Egna-Nova Ponente della diocesi di Bolzano-Bressanone e risale al XV secolo.

## Storia

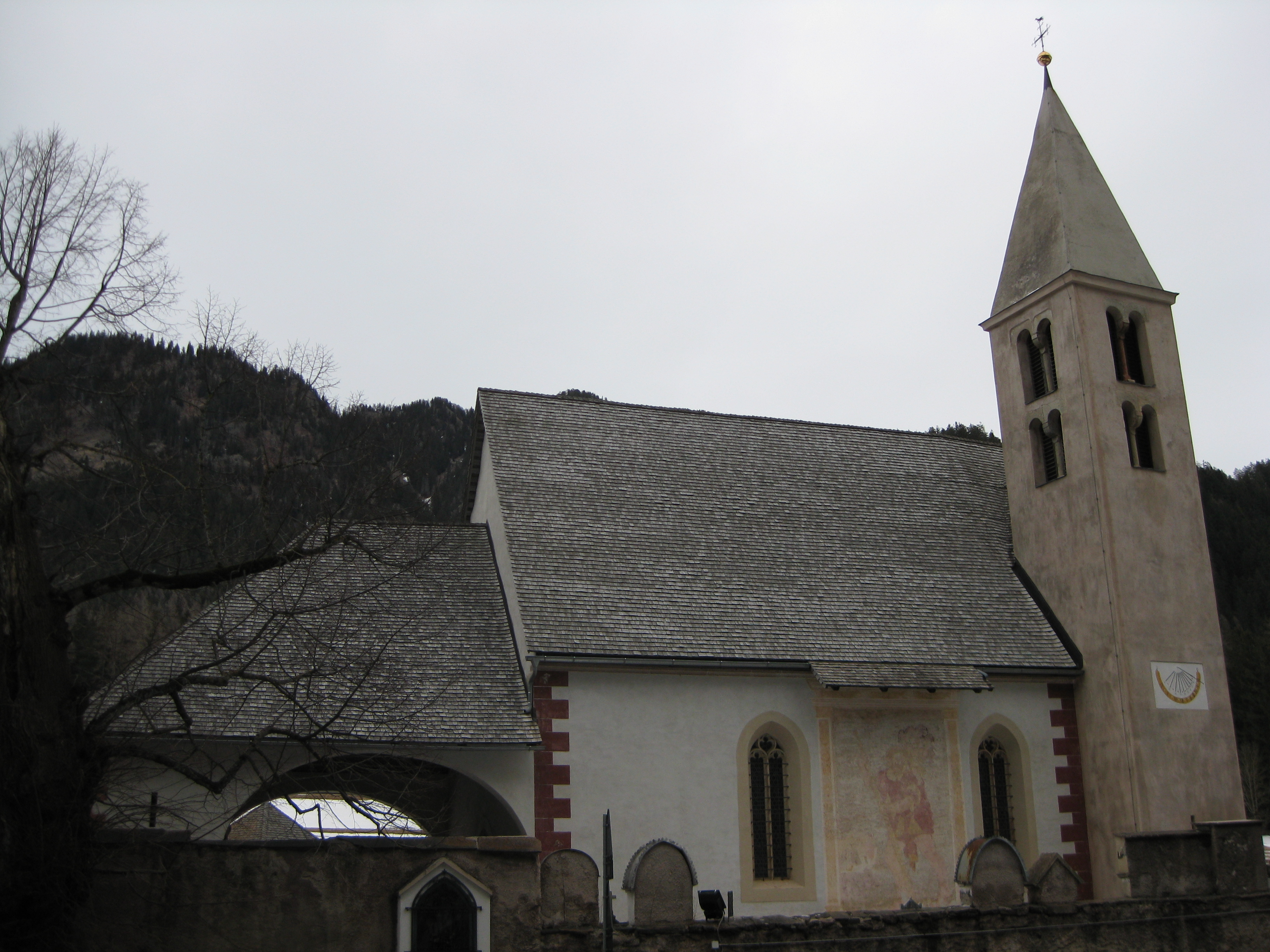
Visione laterale destra dell'edificio

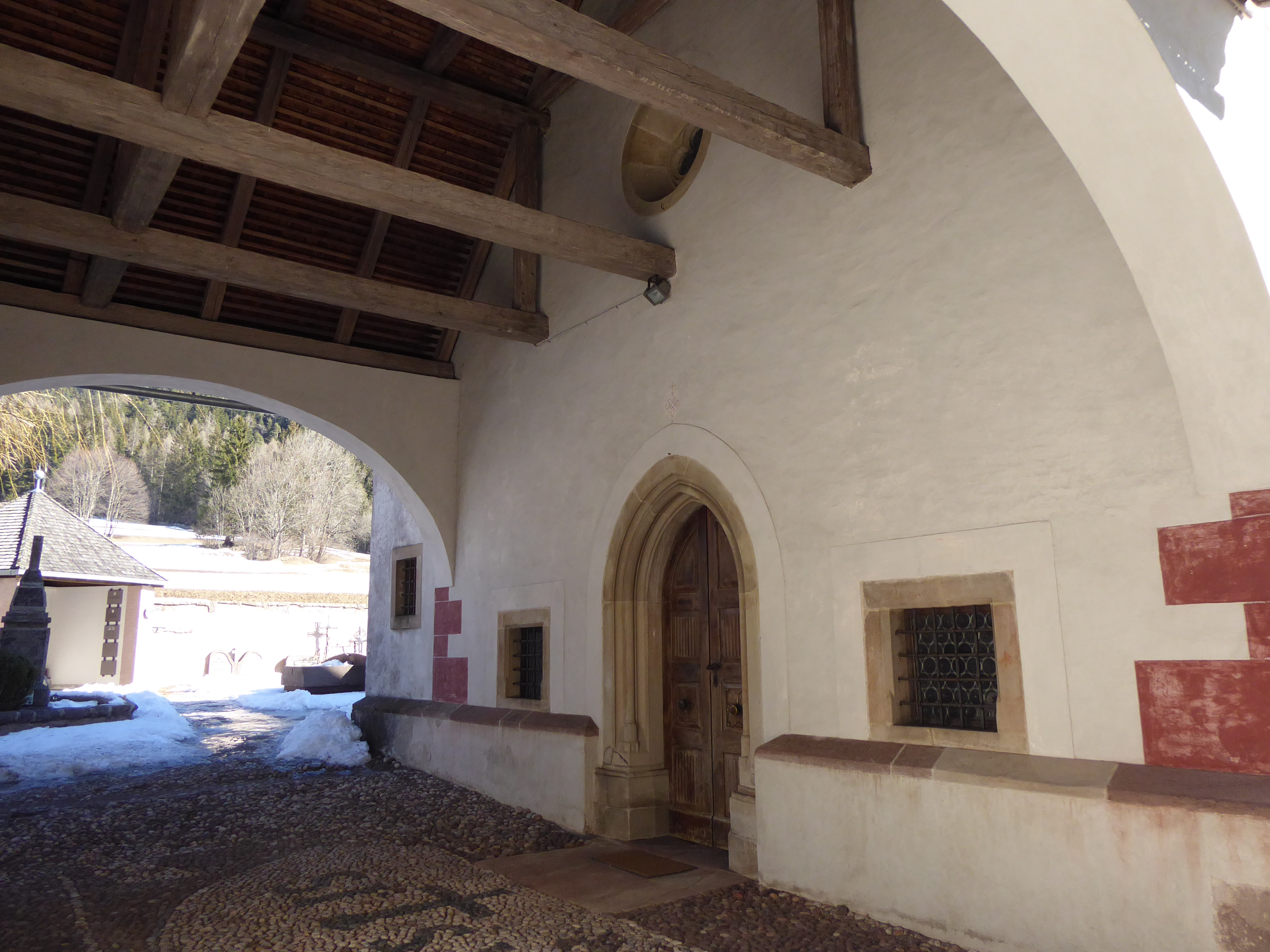
Portico anteriore, esempio quasi unico in tutta l'area geografica

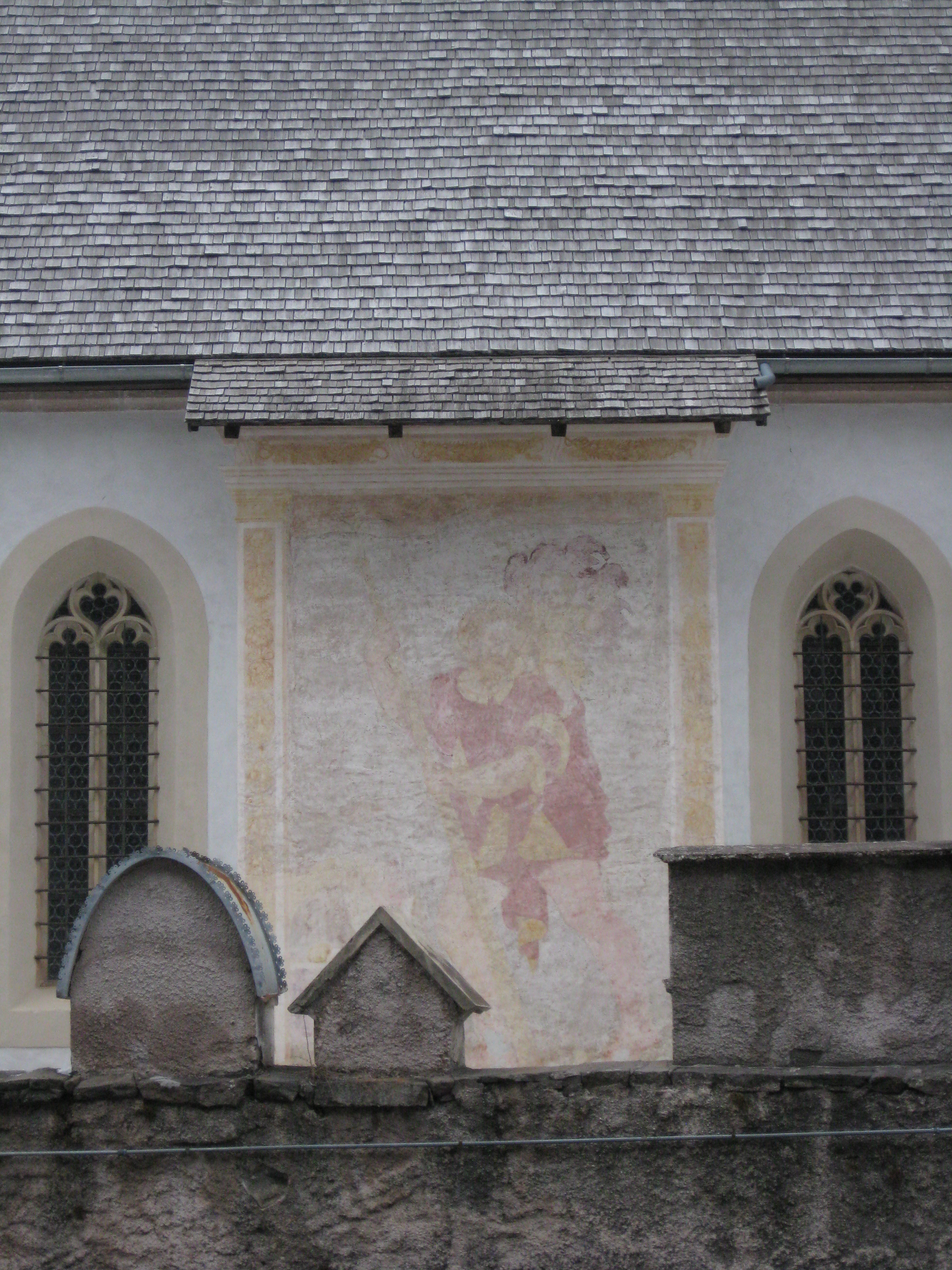
Particolare dell'affresco raffigurante San Cristoforo con il Bambino Gesù sul fianco esterno della chiesa

La chiesa ha origini antiche, e conserva sulla facciata un affresco risalente al 1450. Veniva chiamata la porta della Val di Fiemme perché ai suoi lati vi erano cresciuti due tigli che la rendevano particolare.
La chiesa venne elevata a dignità di espositura dipendente dalla curazia di Castello il 1º febbraio 1796.
Nel 2019 sono stati festeggiati i 500 anni dalla sua costruzione alla presenza dell'arcivescovo emerito di Trento Luigi Bressan.
La parrocchia appartiene alla diocesi di Bolzano-Bressanone, ma per continuità territoriale è affidata alla cura pastorale dell'arcidiocesi di Trento.

## Descrizione
La chiesa è un monumento sottoposto a tutela col numero 50234 nella provincia autonoma di Bolzano.

### Esterni
La parrocchiale si trova nella parte meridionale dell'abitato di San Lugano di Trodena, in prossimità dell'omonimo passo.
La facciata è arricchita da un portale gotico risalente al XVI secolo affiancato da due finestrelle; su una è incisa la data 1636. Accanto alla torre campanaria si conserva l'affresco raffigurante San Cristoforo con il Bambino Gesù. Nel portico ligneo, esempio quasi unico nella valle, si conserva il crocifisso in legno ligneo di valore storico ed artistico.

### Interni
La navata interna è unica con elementi tipici dello stile gotico. Nella sala vi sono due altari in legno policromi e dorati dedicati alla Madonna e a San Giuseppe. L'altare maggiore, un tempo nel presbiterio e in marmo, non è più presente. Il dipinto che si trovava sull'altare, raffigurante il santo titolare ed opera di Antonio Longo, è stato trasferito nella parte sinistra della navata.